# Claudio Jopia
Claudio Andrés Jopia Arias (La Serena, 17 de noviembre de 1991) es un futbolista chileno, que actualmente se desempeña como lateral izquierdo en Concón National  de la Segunda División Profesional de Chile.

## Clubes
| Club                | País  | Año       |
| ------------------- | ----- | --------- |
| Deportes La Serena  | Chile | 2009-2013 |
| San Luis            | Chile | 2013-2014 |
| San Marcos de Arica | Chile | 2014-2016 |
| Huachipato          | Chile | 2016-2019 |
| Cobreloa            | Chile | 2020-2021 |
| Magallanes          | Chile | 2021      |
| Rangers             | Chile | 2023      |
| Deportes Rengo      | Chile | 2024      |
| Concón National     | Chile | 2025-Act. |

## Títulos
| Título    | Club     | País  | Año     |
| --------- | -------- | ----- | ------- |
| Primera B | San Luis | Chile | 2014-15 |